# Elektrotehnički materijali
Elektrotehnički materijali su svi oni materijali koji ulaze u električne proizvode, a u užem smislu to su oni materijali, koji svojim svojstvima omogućuju optimalno djelovanje električnih i elektromagnetskih pojava. Elektrotehnički proizvodi su oni proizvodi koji svoj rad zasnivaju na iskorištenju električnih i elektromagnetskih pojava (pretvaranje mehaničke u električnu energiju i obrnuto, električne u toplinsku, prijenos signala i sl.) 

## Proizvodnja
Za neki proizvod potrebni su određeni materijali odnosno sirovina. Pri tome je pojam proizvoda odnosno sirovine relativan, a ovisi o fazama odnosno vrsti proizvodnje. Na primjer proizvodni niz za bakar: 
- bakrena ruda → bakar → žica → izolirana žica → namot → električni stroj.

Često su električni proizvodi vrlo složeni i sastavljeni su od puno različitih materijala, kako po građi tako i po svojim svojstvima. 
Promatrano sa stanovišta elektrotehnike u elektrotehničkom proizvodu imamo dva suštinska dijela: 
- električki, koji provodi struju (na različite načine, raznih veličina i frekvencija)
- magnetski, koji provodi magnetski tok te mora biti dobar magnetski vodič.

Osim tih dijelova postoje i konstrukcijski dijelovi čiji je zadatak da aktivne dijelove povežu u kompaktnu cjelinu, a pri tome imaju i neke funkcije (osovina, hlađenje, zaštita) vrlo bitne za rad proizvoda. Svaki proizvod ne mora sadržavati obavezno i električki i magnetski krug, može samo električki (magnetski krug ne može postojati bez električkog). Električki i magnetski krug moramo izrađivati od materijala koji optimalno zadovoljavaju sve moguće kriterije, pri čemu je osnovni kriterij za pojedine proizvode različit. 
S praktičkog stanovišta postoje grupe kriterija:
1. Konstrukcijski kriteriji, za određeni proizvod to su :
  - svrsishodnost
  - električki i magnetski zahtjevi
  - mogućnost prerade
2. Kriteriji koji proizlaze iz vanjskih utjecaja ili utjecaja okoline. To su tehnoklimatski kriteriji. Tehnoklima, jer je to klima koja djeluje na tehničke proizvode.

Materijal moramo birati s obzirom na sve ove uvjete, ali možemo i često ustvari moramo, činiti i kompromise. Ako materijal zadovoljava sve ostale kriterije, a ne zadovoljava ovaj zadnji onda ga zaštitimo od utjecaja klime. Na primjer, kućištem uređaja.

## Svojstva materijala
Sliku o materijalu kao i njegovu tehničku vrijednost određuju njegova svojstva. Koje od svojstava će za primjenu biti od odlučujućeg značenja, a koja će se svojstva moći u manjoj ili većoj mjeri smatrati manje utjecajnim, ovisi o konkretnom slučaju. U svakom je međutim slučaju za izbor materijala potrebno poznavati neka njegova osnovna tehnički važna svojstva.Svojstva materijala – su karakteristike koje možemo pripisati određenom materijalu kako bi 
ga razlikovali od drugih materijala. Ta svojstva su zajednička razredu, skupini ili vrsti. Poznavanje svojstava važno je u tehničkoj praksi za ispravan izbor optimalnog materijala za određenu svrhu. Optimalan – dovoljno dobar i po pristupačnoj cijeni.
Gustoća (g) je odnos mase i volumena materijala, koji se izražava u g/cm3, kg/dm3, t/m3. 

Talište, područje taljenja, točka omekšanja, kapljište i stinište, mjereni u °C predstavljaju općenito granicu između krutog i tekućeg stanja materijala. 
Vrelište, mjereno također u °C predstavlja granicu između tekućeg i plplinovitog stanja. 

Viskozitet, mjeren u stupnjevima Englera izražava se odnosom vremena isticanja ulja ili laka iz standardizirane posude i vremena isticanja iste količine vode.
Otpornost na vodu - higroskopnost (%)

### Mehanička svojstva
Čvrstoća na vlak, tlak, savijanje, torziju itd. predstavlja najveći teret u N koji neki komad materijala može podnijeti po jedinici presjeka (mm2, m2 ) prije razaranja.

Granica popuštanja, je vlačno naprezanje svedeno na jedinicu površine prije naprezanja, kod kojega nastupa trajno istezanje materijala od 0,2%.

Istezanja ispod ove granice su elastična. Na primjer kod dubokog izvlačenja limova moraju sile biti takve, da prelaze granicu popuštanja, a da ne predu prekidnu čvrstoću. Dopušteno naprezanje materijala u uređajima i aparatima smije iznositi samo jedan dio granice popuštanja (na pr. šestinu za metale; a desetinu za drvo). Krhki materijali nemaju granice popuštanja, već se kod određenog
naprezanja lome bez prethodne trajne deformacije.

Modul elastičnosti je odnos naprezanja prema istezanju u elastičnom području. On daje naprezanje koje bi rezultiralo 100 %-tnim istezanjem. Što je veći modul elastičnosti, to je krući materijal. Prekidna dužina (dužina kidanja), mjerena u km, odgovara dužini, kod koje bi nit, žica, vrpca i sl., pukla zbog naprezanja vlastitom težinom.

Otpornost na habanje je otpor prema trošenju površine zbog trenja (struganja).

Tvrdoća je otpor krutog tijela prema prodiranju nekog tvrdog materijala. Već prema postupku određivanja razlikuje se tvrdoća po Brinell-u, Vickers-u, Rockwell-u i Mohs-u.

Žilavost je sposobnost materijala, da svoju kompaktnost izgubi tek nakon jačih promjena oblika. Mjere za žilavost su istezanje koje nastupa kod ispitivanja prekidne čvrstoće, savijanja kod određivanja čvrstoće na savijanje, kao i broj previjanja kod žica i limova, potreban da materijal pukne.

### Tehnološka svojstva
Ova svojstva daju informaciju o njegovoj obradivosti. Najvažnija su: 
1. Sposobnost deformiranja u hladnom i toplom stanju je sposobnost materijala da se može valjati, kovati, izvlačiti, savijati, duboko izvlačiti, previjati i tome slično
2. Sposobnost struganja je mjerilo za obradivost materijala ručnim alatom i strojevi za koji rade na principu skidanja strugotine
3. Zavarljivost i lemljivost je sposobnost spajanja materijala varenjem i lemljenjem
4. Sposobnost lijevanja, za koju kao mjera služi medu ostalim skupljanje kod otvrdnjavanja
5. Sposobnost ispunjavanja kalupa složenih oblika. Kao skupljanje označava se procentualno smanjenje dužine odljeva nakon otvrdnjavanja prema dužini kalupa.

### Električka svojstva
Za vodljive materijale dolazi kao najvažnije svojstvo specifična električka vodljivost (Sm/mm2) i njena recipročna vrijednost, specifični električni otpor (Wmm2/m), te temperaturni koeficijent otpora. Za ostale materijale postoji cijeli niz električkih svojstava.

### Magnetska svojstva
Ona karakteriziraju ponašanje nekog materijala u magnetskom polju.

### Termička svojstva
Linearni koeficijent istezanja predstavlja prirast dužine sveden na jediničnu dužinu kod povišenja temperature materijala za 1 °C (%/K)
Toplinska vodljivost predstavlja sposobnost materijala za vođenje topline. (W/m K)
Specifična toplina predstavlja količinu topline potrebnu da se količini materijala jedinične težine povisi temperatura za 1 K (J/kg K)
Toplina taljenja je količina topline potrebna da se masa od 1 kg materijala prevede iz krutog u tekuće stanje nakon što je dovedena do temperature taljenja (J/kg)

### Kemijska svojstva
Kemijsko ponašanje materijala karakterizirano je njihovom sposobnosti otapanja u drugim materijalima i njihovim spajanjem s drugim materijalima. Ovdje također dolazi i postojanost materijala pod djelovanjem različitih atmosferskih prilika.

## Sistematizacija materijala
Elektrotehničke materijale obično dijelimo u tri najvažnije skupine:
1. Materijale za vodiče, vodičke i poluvodičke elemente
2. Materijale za izradu magnetskih krugova
3. Materijale za električku izolaciju

## Vodljivi materijali

### Podjela prema namjeni i osobinama
Vodič u užem smislu je element strujnog kruga koji povezuje sve ostale elemente u tom krugu i jedini mu je zadatak da što bolje vodi struju.
Susrećemo ih u svakom električkom proizvodu i svuda gdje se prenosi električna energija. Rekli smo da su to elementi za transport energije, a prisutna je najveća šarolikost slučajeva i to:
- po vrsti struje (istosmjerna, izmjenična niskih i visokih frekvencija),
- po jakosti struje (od vrlo malih do vrlo velikih),
- po visini napona (od vrlo malih napona do vrlo velikih napona),
- po smještaju (unutar ili van električnog proizvoda),
- po ambijentu (različiti klimatski uvjeti),
- po dinamici rada (stalni ili povremeni rad).

Kad govorimo o vodiču kao elementu strujnog kruga, onda ga promatramo skupa s nosačima i izolacijama. Obzirom na gore navedeno imamo mnoštvo različitih vrsta i izvedbi, ali postoje zajednički zahtjev, primarni,  koji je uvijek prisutan - dobro vođenje struje i ostali, različito prisutni i raznovrsnog karaktera - odolijevanje unutarnjim i vanjskim naprezanjima te tehnološke sposobnosti od kojih su naročito su važne:
- sposobnost oblikovanja,
- podatnost u primjeni,
- dobro spajanje u električnom smislu,
- ekonomičnost.

### Specifična električna vodljivost
Specifična električna vodljivost metalnih materijala ovisi o:
- vrsti metala (svaki metal ima svoju vodljivost)
- čistoći (vrsti i količini primjesa)
- stanju strukture (monokristal kao kristal s najmanje deformacija ima najveću vodljivost, a metal sitnozrnate strukture ima najmanju vodljivost)
- temperaturi (porastom temperature vodljivost pada)